# Quebradona
Quebradona es un proyecto minero iniciado en 2002 en el municipio de Jericó (Antioquia) por la Multinacional Africana AngloGold  con fundamento en un presunto beneficio económico estable a las comunidades a partir de la explotación minera a un territorio de vocación agrícola. Desde sus inicios el proceso ha estado rodeado por varias polémicas y denuncias.

## Contexto
En el 2002, en medio de la bonanza minera en el gobierno de Álvaro Uribe, varias empresas multinacionales dedicadas a la minería como AngloGold Ashanti llegaron a Colombia y se asentaron en varias subregiones del país, entre ellas varios municipios del Suroeste Antioqueño. Allí se presentaron ante las comunidades como especialistas en estudio de suelos para mejorar condiciones del agro en el territorio, según indicaron varios ciudadanos. De este modo lograron un contrato de exploración minera mientras ofertaban oportunidades laborales a toda la comunidad a través de la explotación minera del territorio. Esto como respuesta a los rezagos económicos de los habitantes ante el poco respaldo estatal en la zona, lo que tenía dividida a la población. En términos generales no había consenso frente al proyecto, pues al parecer traería beneficios y algunos perjuicios a largo plazo. Es así como líderes cívicos opositores al proyecto como Fernando Jaramillo, y la veeduría de John Jairo Arcila enunciaban sus disgustos, mientras concejales de la ciudad, el presidente de la compañía en Colombia y otras figuras públicas exponían el supuesto aumento de 1.700 millones por año a 14,000 millones por año que tendría lugar en caso de materializarse el proyecto.

## Quebrada la Fea
Luego que en 2015 varios pobladores informaran de un olor fétido, así como una coloración marrón disímil al color natural de una quebrada conocida como La Fea, presentaron esta denuncia ante Corporación Autónoma Regional de Antioquia, contando para ello con el respaldo de la veeduría John Jairo Arcila logrando cobertura mediática regional. A este llamado se sumaron voces como la del exministro de Minas y Energía Jorge Eduardo Cock Londoño, el líder ambiental Fernando Jaramillo (Antioquia), varios empresarios y el profesor universitario Luis Carlos Rúa, varios años después de la denuncia original. Ello con el ánimo de coadyudar desde sus orillas para que lograr trascendencia nacional y atención por parte de la ANLA. Aunque la compañía explicó que estos hechos tuvieron lugar por una mala interpretación de la norma, lo cierto es que la Corporación Autónoma Regional de Antioquia multó a la Multinacional, al encontrar probado que ubicó a menos de 15 metros de este afluente hídrico una plataforma de exploración, luego de estas expresiones de rechazo al proyecto. Al respecto, el exministro Cock Londoño solicitó aumentar el valor de la multa, toda vez que según él, la actual, no reflejaba la dimensión del daño ambiental causado.

## Archivo Licencia
A finales de 2019, varios líderes ambientales fueron invitados a un evento organizado entre la Fundación Heinrich Böll y Renzo García en la ciudad de Bogotá, donde además de tener lugar la presentación del libro "Huellas de la Energía" se estructuró el Diseño de Estrategias para la Defensa del Páramo de Santurbán, donde Hermán Vergara, habitante de Támesis Antioquia y veedor, denunció algunos presuntos peligros que acarreaba para su región que incluía el municipio de Támesis, la apuesta minera de AngloGold en el Suoreste Antioqueño, entre ellos la instalación de una presa de relaves a 2 km del Río Cauca de características similares a la de Brumadinho en Brasil cuyo colapso generó severos daños ambientales dejando además un salgo de 270 personas muertas. Luego de conocer esta denuncia, Luis Carlos Rúa, invitado al evento, desarrolló una colecta pública a través de redes sociales para financiar una investigación en la zona de influencia del proyecto. Para ello, buscó el respaldo de varios activistas, entre ellos el nadador colombiano Jorge Iván del Valle, la cantante Adriana Lucía, el actor colombiano Julián Román, la actriz Carolina Guerra, entre otros. Con lo recaudado en la vaki viajó a la zona, donde se instaló durante tres meses, documentando diversos testimonios, derivando en un documental descriptivo y en una denuncia internacional a través del medio Rolling Stone frente a las presuntas omisiones de la ANLA frente a la amenaza en ciernes, pues en concepto de Rúa, este proyecto representaba una amenaza para el ecosistema y las fuentes hídricas que surten del líquido vital a 24 municipios; esta denuncia llevaba en Corantioquia 4 años sin avances hasta la fecha. La finalización de las manifestaciones en redes promovidas por Rúa, luego de más de 9 meses de presión mediática, finalmente coincidió con el archivo de la licencia del proyecto de la poderosa Multinacional.

## Controversias
Según un audio publicado en el diario El Tiempo por la veeduría John Jairo Arcila, el rector de la Institución Educativa San Francisco de Asís de Jericó informó a los profesores la oferta que la compañía AngloGold hacia los estudiantes de grado 11 para la realización de un pre-icfes virtual, así como un curso de inglés para los demás grados, como soporte a la denuncia. Para acceder a dicha oferta era preciso proporcionar los datos de los alumnos por docente así como los teléfonos de los padres de familia. Este hecho fue calificado como grave, por parte del profesor de la Universidad Externado Juan Carlos Upegui, quien aseguró que los datos podrían ser usados para perfilar y por tanto discriminar a los estudiantes en cuyas familias no respaldaran dicho proyecto, en una abierta violación al habeas data. Por su parte, la compañía respondió indicando que se trataba de una imprecisión en la comunicación, pues la convocatoria no era de carácter obligatorio. Según otras denuncias, hechos similares habrían tenido lugar en otras instituciones educativas del municipio en 2019. Por otro lado, algunas figuras nacionales que en su momento respaldaron la llegada de las multinacionales, hoy se oponen al proyecto, sin que sea claro el motivo de su oposición, como el caso del expresidente Uribe, de quien se dice tendría intereses personales en la zona.